# Erik Pimentel
Erik Alan Pimentel Benavides (Coacalco, Estado de México, 15 de mayo de 1990) es un futbolista mexicano que debutó en las fuerzas básicas del Club América. Actualmente juega con el RGV FC Toros en Estados Unidos.

## Trayectoria
Debutó en el Torneo Apertura 2011 en un juego contra el Querétaro. Marca su primer gol en el clausura 2014 ante los Rayados de Monterrey. 
Para la apertura 2017 llega al Club Puebla

## Clubes
| Club                   | País           | Año         |
| ---------------------- | -------------- | ----------- |
| Club América           | México         | 2011 - 2012 |
| Club de Fútbol Atlante | México         | 2012        |
| Club América           | México         | 2013 - 2017 |
| Club Puebla            | México         | 2017 - 2019 |
| Mixco                  | Guatemala      | 2019 - 2020 |
| Correcaminos de la UAT | México         | 2020        |
| RGV FC Toros           | Estados Unidos | Presente    |

## Estadísticas
| Club          | Temporada                   | Liga  | Liga  | Copa Nacional | Copa Nacional | Copa Internacional | Copa Internacional | Total | Total |
| Club          | Temporada                   | Part. | Goles | Part.         | Goles         | Part.              | Goles              | Part. | Goles |
| ------------- | --------------------------- | ----- | ----- | ------------- | ------------- | ------------------ | ------------------ | ----- | ----- |
| Club América  | 2011/12 Apertura y Clausura | 16    | 0     | -             | -             | -                  | -                  | 16    | 0     |
| Club América  | Total                       | 16    | 0     | -             | -             | -                  | -                  | 16    | 0     |
| Club América  | 2012/13 Apertura            | 5     | 0     | 4             | 1             | -                  | -                  | 9     | 1     |
| Club América  | Total                       | 5     | 0     | 4             | 1             | -                  | -                  | 9     | 1     |
| Club América  | 2013/14 Apertura y Clausura | 5     | 0     | -             | -             | 1                  | 0                  | 6     | 0     |
| Club América  | Total                       | 5     | 1     | -             | -             | 1                  | 0                  | 6     | 0     |
| Club América  | 2014/15 Apertura y Clausura | 2     | 0     | -             | -             | 3                  | 0                  | 5     | 0     |
| Club América  | Total                       | 2     | 0     | -             | -             | 3                  | 0                  | 5     | 0     |
| CF Atlante    | 2012 Clausura               | 3     | 0     | -             | -             | -                  | -                  | 3     | 0     |
| CF Atlante    | Total                       | 3     | 0     | -             | -             | -                  | -                  | 3     | 0     |
| Total carrera | Total carrera               | 31    | 1     | 4             | 1             | 4                  | 0                  | 39    | 2     |

## Palmarés

### Campeonatos nacionales
| Título                     | Club         | País   | Año  |
| -------------------------- | ------------ | ------ | ---- |
| Primera División de México | Club América | México | 2014 |

### Títulos internacionales
| Título                  | Club         | País   | Año     |
| ----------------------- | ------------ | ------ | ------- |
| Concacaf Liga Campeones | Club América | México | 2014-15 |
| Concacaf Liga Campeones | Club América | México | 2015-16 |